# Edvard af Middleham
Edvard af Middleham, fyrste af Wales, jarl af Chester, hertug af Cornwall, 1. jarl af Salisbury (december 1473 – 9. april 1484), var søn og arving til kong Richard 3. af England og hans hustru Anne Neville. Han var Richards eneste legitime barn og døde i en alder af ti år.

## Fødsel og titler
Edvard blev antageligt født i december 1473 på Middleham Castle, en fæstninger nær York, der blev Richard og Annes vigtigste base i det nordlige England. Fødselstidspunktet 1473 accepteres imidlertid ikke af alle. Professor Charles Ross skrev, at datoen 1473 "savner autoritet. Faktisk blev han sandsynligvis først født i 1476."  Parlamentetsloven, der løste striden mellem Georg af Clarence og Richard om Anne Beauchamps arv, som om grevinden af Warwick "naturligvis var død" var dateret maj 1474. Den tvivl som Clarence rettede mod gyldigheden af Richard og Annes ægteskab blev der henvist til i en klausul, der beskyttede deres rettigheder i tilfælde af, at de blev skilt (dvs. at deres ægteskab blev erklæret ugyldigt af kirken) og derefter på lovlig vis giftede sig med hinanden, og beskyttede også Richards rettigheder, mens han ventede på sådan et gyldigt andet ægteskab med Anne. Der var imidlertid ingen bestemmelser for deres arvinger i tilfælde af denne nævnte skilsmisse, hvilket synes at bekræfte, at Richard og Anne ikke havde børn i 1474.
Edvard opholdt sig for det meste i Middleham og var kendt for at være et barn med et svagt helbred.
I 1478 modtog Edvard titlen jarl af Salisbury, der tidligere var blevet holdt af Georg Plantagenet, 1. hertug af Clarence, der var blevet dømt for forræderi og henrettet. Titlen uddøde ved hans død. Hans far blev konge af England den 26. juni 1483 efter at have afsat sin nevø, Edvard 5.. Edvard deltog ikke i sine forældres kroning, sandsynligvis på grund af sygdom. Han blev indsat som fyrste af Wales og jarl af Chester i en overdådig ceremoni i York Minster den 8. september 1483 efter hans forældres kongelige rundrejse i hele England.

## Død
Årsagerne til hans pludselige død er ukendte. Croyland Chronicle skriver:
Kort tid efter stod det imidlertid klart hvor forgæves tankerne hose en mand, der ønsker at sikre sine egne interesser uden Guds hjælp. For i den efterfølgende april måned, på en dato ikke langt fra årsdagen for kong Edvards død blev hans eneste søn, hvori al hans håb om kongelige arvefølge, styrket med så mange edsaflæggelser, lå, ramt af en sygdom af ganske kort varighed og døde på Middleham Castle i vor Herres år 1484, der var det første år i den nævnte kong Richards regerinstid. Efter at have hørt denne nyhed i Nottingham, hvor de opholdt sig, ville du have set hans far og mor i en tilstand næsten nær sindssyge på grund af deres pludselige sorg.
Edvards pludselige død efterlod Richard uden et legitimt barn og arving. Historikeren John Rous, der levede i samtiden, nedskrev, at Richard erklærede sin nevø Edvard, jarl af Warwick, som sin arving i hans sted, men der er ingen andre beviser for dette. Tilsvarende syntes John de la Pole, 1. jarl af Lincoln også at være blevet udpeget som Richards nye arving, men det blev aldrig offentligt proklameret.
Richards fjender var tilbøjelige til at tro, at Edvards pludselige død var Guds straf for Richards påståede involvering i kuppet mod sin brors arving, Edvard 5. af England, og hans og broderens, Richard, hertug af York, efterfølgende forsvinden.

## Begravelse
Hvor Edvard blev begravet er ukendt. En hærget kenotaf ("tom grav") i hvid alabast i Church of St Helen og the Holy Cross i Sheriff Hutton, med en barnefigur, blev længe antaget at have tilhørt Edvard af Middleham, men det menes nu at være et tidligere arbejde, der skildrer et medlem af Neville-familien.
Det er måske mest sandsynligt, at Edvard, der døde på Middleham Castle, blev begravet i den nærliggende sognekirke Saints Mary og Alkelda i Middleham, hvor hans far havde til ønsket at grundlægge et college. Der mangler imidlertid beviser for dette forslag.

## I fiktion
Edvard af Middleham optrådte i Sharon Penmans The Sunne in Splendor og i Sandra Worths The Rose of York-serie. I sidstnævnte serie antydes det, at Edvard blev forgiftet på befaling af Margaret Beaufort, som en del af hendes bestræbelser på at sikre tronen til sin søn, den senere Henrik 7.
Edvard of Middleham er en karakter i Joan Szechtmans Loyalty Binds Me, hendes anden bog om Richard 3. i det 21. århundrede.
Edvard of Middleham optræder også i Phillipa Gregorys Rosekrigene-serie og i tv-dramatiseringen af romanerne Den hvide dronning.

## Titler og våbenskjold

### Titler
- 15. februar 1478 og derefter: Jarlen af Salisbury
- 26. juni 1483 og derefter: Hertugen af Cornwall
- 19. juli 1483 og derefter:[15] Kongens stedfortræder i Irland
- 24. august 1483 og derefter: Fyrsten af Wales og jarlen af Chester

### Våbenskjold
Fra 1483 til 1484 brugte Edvard sin fars våbenskjold, adskilt af et sølvhvidt bånd med tre takker.